# Іржавська Дача (заказник)
Іржа́вська Да́ча — ботанічний заказник місцевого значення в Україні. Розташований у межах Носівського району Чернігівської області, на південний схід від села Адамівка (лісові квартали 1, 3) і на північний схід від села Іржавець (лісові квартали 13, 27, 28). 
Площа 296 га. Статус присвоєно згідно з рішенням Чернігівської обласної ради від 11.04.2000 року. Перебуває у віданні ДП «Ніжинське лісове господарство» (Іржавецьке л-во, кв. 1, 3, 13, 27, 28). 
Статус присвоєно для збереження кількох частин лісового масиву з високопродуктивними насадженнями сосни і дуба. У західній частині заказника (квартали 1, 2) зростає переважно сосна (у домішку — береза, дуб), у східній частині (квартали 13, 27, 28) — переважно дуб (у домішку — вільха, береза).